# 德魯斯拉龍屬
德魯斯拉龍屬（學名：Drusilasaura）是蜥腳形亞目蜥腳下目泰坦巨龍類恐龍的一屬，可能屬於隆柯龍類演化支，生存於白堊紀晚期的南美洲。

## 發現與命名
在21世紀初期，古生物學家馬塞羅·特赫多爾（Marcelo Tejedor）在阿根廷巴塔哥尼亞聖克魯斯省尋找哺乳動物化石時，在一個私人牧場發現一些蜥腳類恐龍化石。當地古生物博物館與國立巴塔哥尼亞大學組成聯合挖掘團隊，將化石挖掘出來。德魯斯拉龍的正模標本（編號MPM-PV 2097/1到2097/19）是一個部分身體骨骼，包含：四節背椎、一節薦椎、六節尾椎、左肩胛骨、肋骨碎片、以及其他無法鑑定部位的骨頭碎片。該挖掘地點屬於Bajo Barreal組的上層，地質年代屬於白堊紀晚期的森諾曼階到土侖階。
在2011年，阿根廷古生物學家塞薩爾·納瓦瑞提（César Navarrete）等人將化石進行敘述、命名，模式種是德塞亞多德魯斯拉龍（D. deseadensis）。屬名是以牧場擁有家庭的新生女兒Drusila Ortiz de Zárate為名，並採用雌性字根的~saura；種名則是以聖克魯斯省的德塞亞多河（Río Deseado）為名。

## 體徵
研究人員列出德魯斯拉龍的許多獨特特徵，大多數蜥腳類恐龍有類似的外形、很少發現完整化石，研究人員常利用脊椎的椎板以鑑定、區別蜥腳類恐龍的不同物種。德魯斯拉龍的前段背椎有兩個粗壯的棘骨突椎板，分別位於前後，中間由長而深的凹處隔開。前段背椎後緣的椎管周圍有小型環狀椎版。最後一節薦椎的神經棘頂端附近，有個棘後椎版。至少前五節尾椎的神經棘頂端附近，有個棘前椎板。前段尾椎具有結節後椎骨關節突椎板。至少前四節尾椎具有腹側孔。至少前四節尾椎的前椎骨關節突結節，接觸棘前椎板。
如同其他泰坦巨龍類恐龍，德魯斯拉龍是種大型、四足、草食性恐龍，具有長頸部、長尾巴。德魯斯拉龍是種大型蜥腳類恐龍，肩胛骨長度為143公分，比門多薩龍的肩胛骨還大了30%。研究人員參考其近親，推測德魯斯拉龍的身長超過20公尺，體重估計值介於20到30公噸。

## 分類
研究人員在命名德魯斯拉龍時，將牠們歸類於泰坦巨龍類，可能屬於隆柯龍類演化支。如果屬實，德魯斯拉龍將是生存年代最早的隆柯龍類恐龍。隆柯龍類還包含富塔隆柯龍、門多薩龍、可能還有普爾塔龍，化石都發現於南美洲的白堊紀晚期地層。